# Alberto Vargas
Joaquín Alberto Vargas y Chávez (Arequipa, Perú, 9 de febrero de 1896-Los Ángeles, Estados Unidos, 30 de diciembre de 1982) fue un notable pintor peruano de chicas pin-up. A menudo es considerado uno de los artistas más famosos del pin-up. Numerosas pinturas de Vargas se han vendido y continúan vendiéndose por cientos de miles de dólares.

## Vida y carrera
Nacido en Arequipa, Perú, fue hijo del notable fotógrafo peruano Max T. Vargas. Alberto Vargas se trasladó a los Estados Unidos en 1916 después de estudiar arte en Europa, Zúrich y Ginebra, antes de la Primera Guerra Mundial.  Durante su estancia en Europa, se topó con la revista francesa La Vie Parisienne, con una portada de Raphael Kirchner, que según él fue una gran influencia en su obra.
En los inicios de su carrera en Nueva York, trabajó como artista para las revistas musicales Ziegfeld Follies y para diversos estudios de Hollywood. Ziegfeld colocó su pintura de Olive Thomas en el teatro, la cual ha sido considerada una de las primeras «Vargas Girls». La obra más famosa de Vargas fue el cartel de la película de 1933 The Sin of Nora Moran (El pecado de Nora Moran), que muestra a una Zita Johann casi desnuda en una pose de desesperación. El cartel es frecuentemente denominado como uno de los mejores carteles cinematográficos jamás realizados.
Se hizo ampliamente conocido en la década de 1940 como el creador de los icónicos pin-ups de la Segunda Guerra Mundial para la revista Esquire conocidos como «Varga Girls» (Chicas Varga). Entre 1940 y 1946 Vargas produjo 180 pinturas para la revista. El nose art de muchos aviones estadounidenses y aliados de la Segunda Guerra Mundial fue inspirado y adaptado de estos pin-ups de Esquire, así como los de George Petty, y otros artistas.
En 2004, Hugh Hefner, el fundador y redactor jefe de Playboy, que había trabajado anteriormente para Esquire, escribió: «La Oficina Postal de los Estados Unidos intentó poner a Esquire fuera del negocio en la década de 1940 quitándole su permiso de correo de segunda clase. Los federales se opusieron, sobre todo, a las caricaturas y al pin-up de Alberto Vargas. Esquire se impuso en el caso que fue a la Corte Suprema, pero la revista abandonó las caricaturas sólo para estar seguros». Una disputa legal con Esquire sobre el uso del nombre «Varga» resultó en una sentencia contra Vargas. Sufrió dificultades financieras hasta 1959, cuando la revista Playboy comenzó publicar su trabajo. Durante los 16 años siguientes produjo 152 pinturas para la revista. Su carrera floreció y tuvo importantes exposiciones de su obra en todo el mundo.
El trabajo artístico de Vargas, pinturas y dibujos a color, fueron publicados periódicamente en algunos números de la revista Playboy en las décadas de 1960 y 1970.

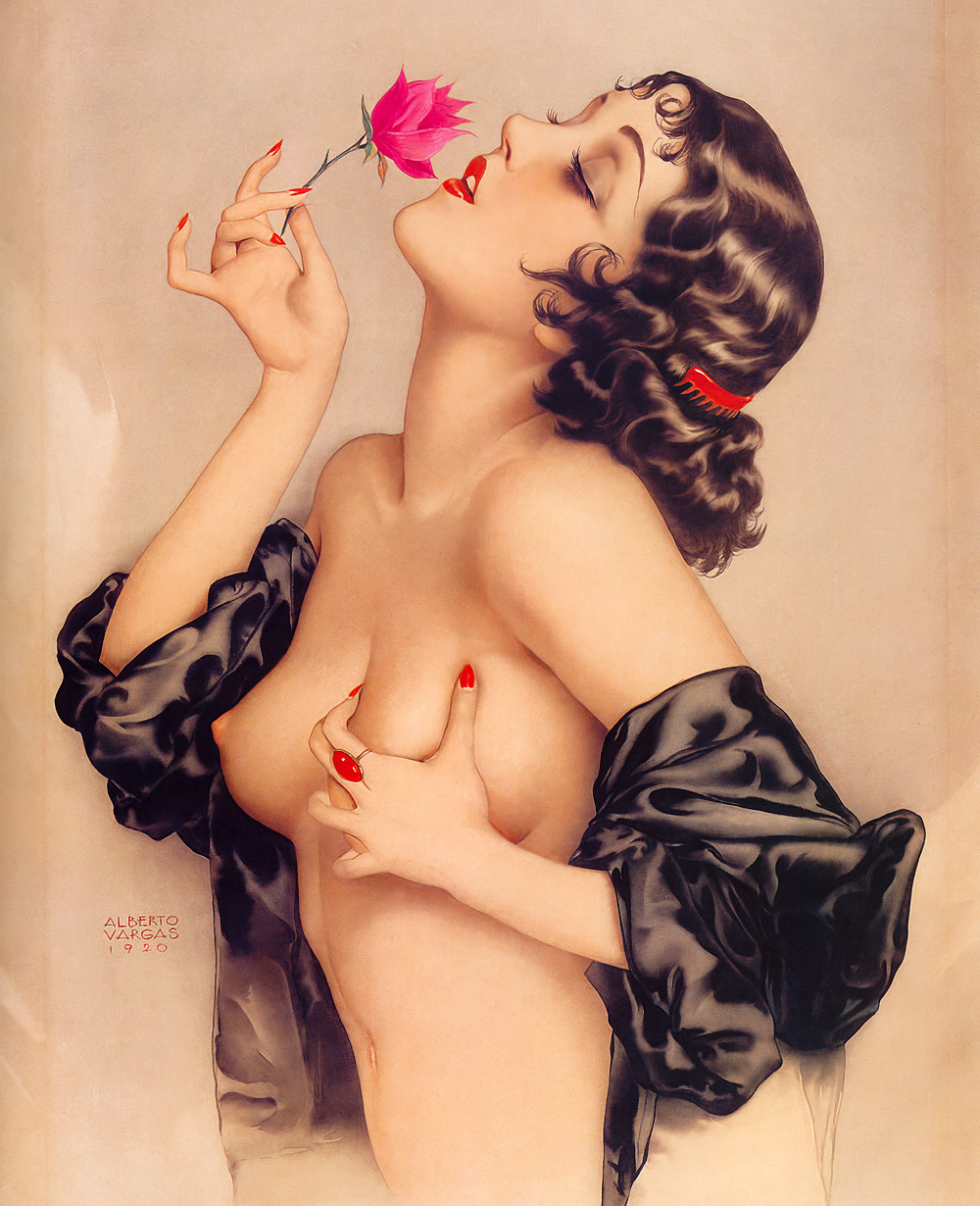
Memories of Olive retrata a la actriz Olive Thomas (1920)

La muerte de su esposa Anna Mae Clift en 1974 lo dejó devastado y cesó de pintar. Anna Mae había sido su modelo y gerente de negocios, su musa en todos los sentidos. La publicación de su autobiografía en 1978 despertó nuevamente el interés por su trabajo, sacándolo parcialmente de su autoimpuesto retiro. Realizó algunas obras, como la portada de unos álbumes musicales de The Cars (Candy-O, 1979) y Bernadette Peters (Bernadette Peters, 1980; Now Playing, 1981).
Murió de un derrame cerebral el 30 de diciembre de 1982, a la edad de 86 años.
Muchas de las obras de Vargas —de su período en Esquire— están en posesión del Museo de Arte Spencer en la Universidad de Kansas. Las imágenes fueron donadas en 1980 por la revista, junto a otras piezas de arte.
En diciembre de 2003, en la subasta de Christie's de los archivos Playboy, en 1967, la pintura de Vargas Trick or Treat se vendió por 71 600 dólares.

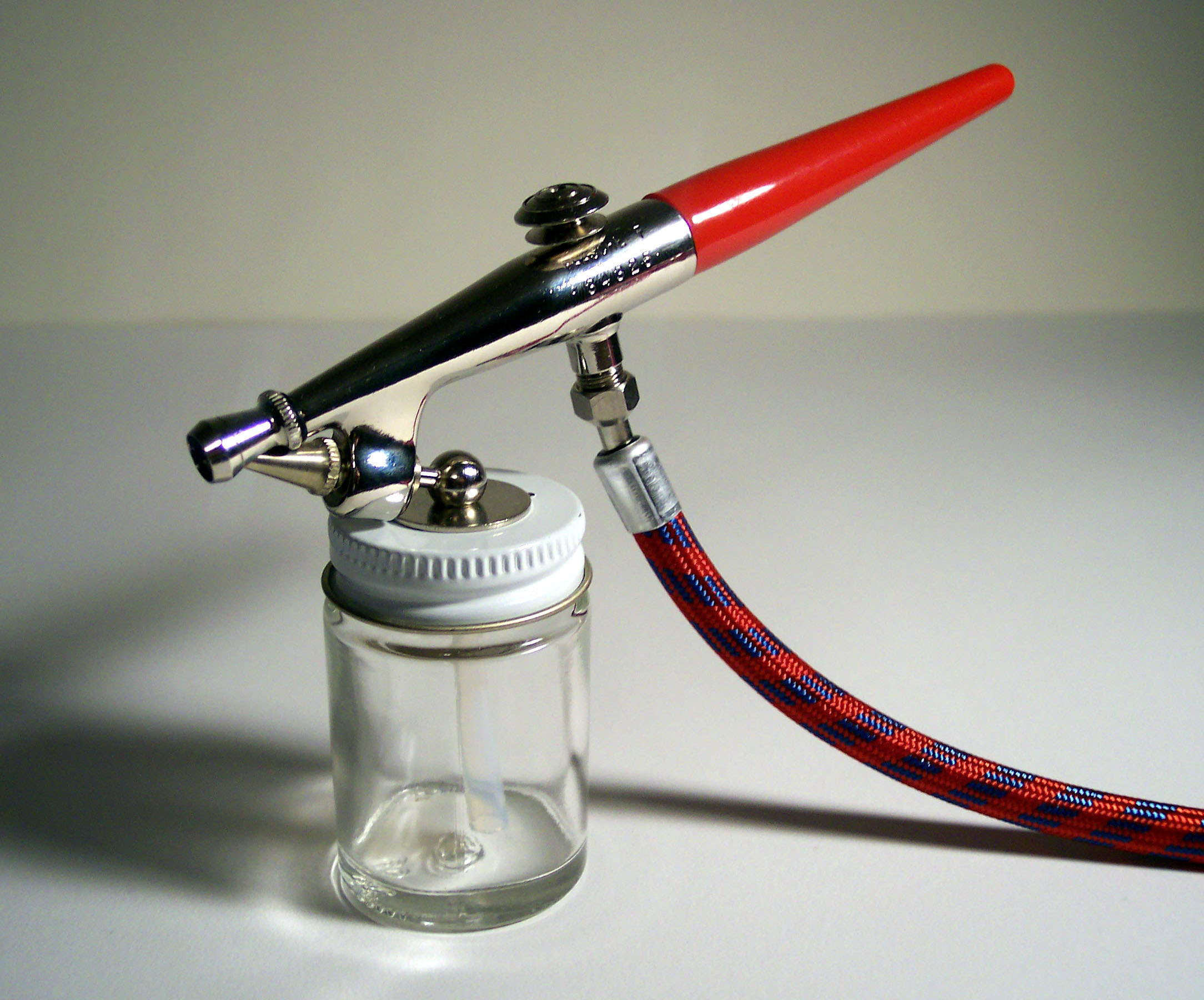
Un aerógrafo

Su trabajo era, por lo general, una combinación de acuarela y aerógrafo, de hecho, en la comunidad de pintores con aerógrafo, el máximo galardón es el Premio Vargas, entregado anualmente por la revista Airbrush Action Magazine.
Sus imágenes suelen retratar a mujeres de proporciones idealizadas, desnudas, semidesnudas o vestidas elegantemente. Los rasgos artísticos de Vargas son los dedos y pies esbeltos, con uñas pintadas a menudo de rojo.
Vargas es considerado como uno de los mejores artistas de su género. También participó como juez para el concurso Miss Universo entre los años 1956 y 1958.
Algunas de las mujeres más destacadas que fueron pintadas por Vargas son: Olive Thomas, Billie Burke, Nita Naldi, Marilyn Miller, Paulette Goddard, Bernadette Peters, Irish McCalla, Ruth Etting y Candy Moore.